# 마루모 케이
마루모 케이(丸茂圭衣, 1992년 3월 6일 ~ )는 일본의 아티스틱스위밍 선수이다.
2015년 세계 수영 선수권 대회에서 3개의 동메달을 획득했고, 2014년 아시안 게임에서는 2개의 은메달을 획득했다. 2013년 하계 유니버시아드에서도 2개의 은메달을 획득했다.